# Faculté des Sciences et Techniques de Tanger
La Faculté des sciences et techniques de Tanger (FSTT), a été créée en 1995. Faisant partie de l'Université Abdelmalek Essaadi à Tanger, elle regroupe actuellement une trentaine de programmes d'études en sciences et ingénierie.
Elle a pour mission de dispenser l'enseignement supérieur en formation initiale et en formation continue et de mener des travaux de recherche dans les champs disciplinaires relevant notamment des Sciences et Techniques et des Sciences de l'ingénieur.
Elle comporte les départements suivants :
- Génie électrique ;
- Génie Mécanique ;
- Génie Informatique ;
- Génie Chimique ;
- Mathématiques ;
- Physique ;
- Sciences de la Vie ;
- Sciences de la Terre ;

La FST Tanger prépare et délivre les diplômes suivants :
- diplôme d’ingénieur d’État ;
- doctorat en Sciences et Techniques ;
- diplôme de Master en Sciences et Techniques (MST) ;
- licence en sciences et Techniques (LST) ;
- diplôme d’Études Universitaire en Sciences et Techniques (DEUST).